# Арен (Крез)
Арен (фр. Arrènes) насеље је и општина у централној Француској у региону Лимузен, у департману Крез која припада префектури Гере.
По подацима из 2011. године у општини је живело 232 становника, а густина насељености је износила 10,28 становника/km². Општина се простире на површини од 22,56 km². Налази се на средњој надморској висини од 405 метара (максималној 640 m, а минималној 329 m).

## Демографија
| 1962. | 1968. | 1975. | 1982. | 1990. | 1999. | 2011. |
| ----- | ----- | ----- | ----- | ----- | ----- | ----- |
| 406   | 450   | 360   | 286   | 269   | 244   | 232   |

График промене броја становника у току последњих година